# 鲍日
鲍日，是匈牙利维斯普雷姆州许迈吉区所辖的一个村，毗邻佐洛州，总面积9.10平方公里，总人口389，人口密度42.7人/平方公里（2010年1月1日）。